# جدار حماية (فيزياء)

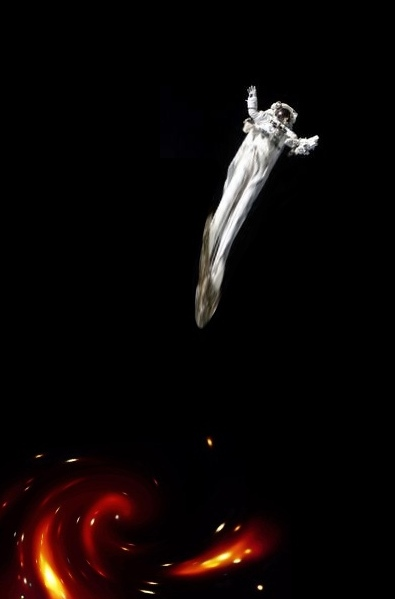

جدار الحماية للثقب الاسود أو الجدار الناري للثقب الاسود، (بالإنجليزية: Firewall)‏ هي ظاهرة افتراضية تفترض تعرض مراقب في حالة سقوط في ثقب أسود لكمات عالية من الطاقة بالقرب أو داخل نطاق أفق الحدث للثقب الأسود، تم اقتراح الفرضية للمرة الأولى عام 2012 من قبل الفيزيائيين أحمد المهيري، دونالد مارولف، جيمس سولي وجوزيف بولشينسكي. كحل ممكن لمعضلة تناقض المعلومات داخل الثقب الأسود ومعضلة تكامل الثقب الأسود
المراقب في التجربة هو الجسم الساقط لداخل أفق الحدث للثقب الأسود سيكون الوحيد القادر على ملاحظة التأثيرات المفترضة لجدار الحماية.
يشار أحيانا إلى الورقة بالإسم جدار الحماية AMPS تيمنا بالحروف الأولى لأسماء واضعي الفرضية.
لا يزال استخدام مصطلح جدار الحماية للثقب الأسود وما يشير إليه موضع جدل بين الباحثين، خصوصا بين المتخصصين في فيزياء الطاقات العالية ، قدمت ملاحظات مركز الرصد ليغو لعام 2016 وبعد الرصد التاريخي لموجات الثقالة أدلة مبدئية على وجود جدار الحماية إضافة لبعض الظواهر الأخرى التي تنبأت النسبية العامة بوجودها في حالات متطرفة جدا للطاقة والمادة كالثقوب السوداء.

## المفارقة المحفزة
وفقا لنظرية الحقل الكمومي في الزمكان المنحني، فإن إنبعاث واحد من إشعاع هوكينغ يشتمل على جسيمين متشابكين، الانبعاث يدعى جسيم بلانك وهو افتراضي يتكون من جسيم أولي ومضاد الجسيم ويحقق شرطي تساوي فيها الطول الموجي لكومتون مع نصف قطر شفارتزشيلد. المساوي لطول بلانك، عند أفق الحدث للثقب الأسود وفي تلك المنطقة الحرجة من الزمكان التي بعدها سرعة الإفلات تساوي سرعة الضوء ينفصل جسيم بلانك مكونأ خلفه جسيم ومضاد الجسيم لتتراقص تلك الجسيمات على أطراف أفق الحدث الخارجية ونتيجة مبدأ عدم اليقين لهايزبيرغ والذي يعني عدم إمكانية تحديد موضع وكمية حركة جسيم أولي بدقة فنستطيع الافتراض إن أحد الجسيمات يقع خارج أفق الحدث والآخر داخله، فالذي يكون خارج أفق الحدث يستطيع الإفلات من جاذبية الثقب الأسود حيث أن سرعة الإفلات تقارب سرعة الضوء كلما اقتربنا من أفق الحدث حتى الوصول إلى الأفق وما بعده حيث تصبح سرعة الإفلات هي ذاتها سرعة الضوء وبما أنه وحسب النسبية الخاصة لا يمكن لأي جسيم ذو كتلة الوصول لسرعة الضوء فإن مصير الجسيمات أن تبتلع بواسطة الثقب الأسود.
الجسيمات التي استطاعت الهرب تنبعث على شكل كمات من إشعاع هوكينغ.